# Bertha Enwald
Bertha Katarina Enwald (10 d'abril de 1871, Parikkala, Carèlia Meridional - 1 de gener de 1957, Huittinen) va ser una arquitecta i professora de dibuix finlandesa. Va ser la quarta dona finlandesa a convertir-se en arquitecta. No obstant això, va passar la major part de la seua vida treballant com a mestra perquè a principis del segle XX era difícil fer carrera com a arquitecta fins i tot al seu país.

## Vida

### Estudis
Enwald va estudiar secundària a l'escola femenina de Savonlinna (Fruntimmers-skolan i Nyslott), en la qual es va graduar el 1887, i el 1890 va entrar en el departament d'arquitectura de l'Escola Tècnica de Hèlsinki, amb permís especial, perquè en aquell moment, les dones només tenien dret a estudiar com a estudiants externes. Hi va tenir com a companyes Wivi Lönn i Albertina Östman, a les quals se'ls va permetre accedir a l'escola amb una dispensa. Va acabar els seus estudis el 1894, sent la quarta arquitecta finlandesa. Abans que ella s'havien graduat en arquitectura Signe Hornborg (1890), Inés Törnvall (1890) i Signe Lagerborg (1892). Enwald també va ser una de les primeres arquitectes d'Europa, ja que Hornborg és generalment considerada com la primera.

### Treball com a arquitecta

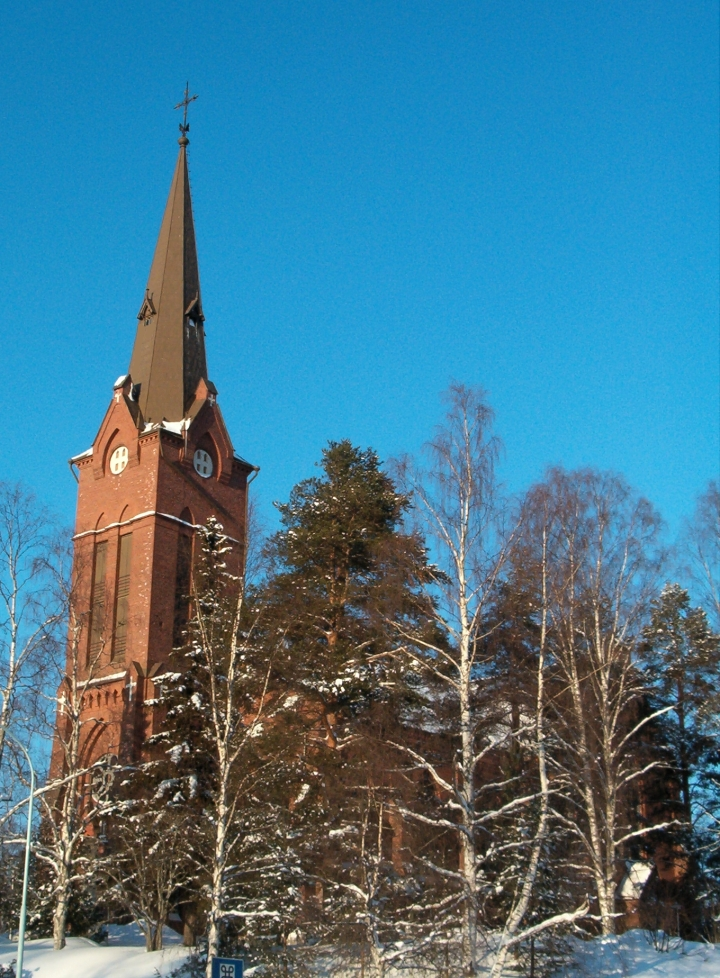
Església de Nurmes

Després de la seua graduació va treballar per primera vegada a la seua ciutat de Savonlinna, i més tard en els despatxos de Johan Eskil Hindersson i Leander Ikosen a Kuopio, mentre feia treballs pel seu compte. Va dissenyar les farmàcies del carrer comercial Nevander de Kuopio, així com un edifici d'apartaments més petits al carrer Queen. El 1897, Enwald va fer els plànols de l'Església de Nurmes. Estos havien sigut fets originalment per un constructor local, però durant la construcció de l'església van haver de ser canviats i el disseny final és obra d'Enwald. Entre 1898-1900 va treballar en les oficines de l'arquitecte finlandès Frithiof Mieritzin a Sant Petersburg, i entre 1900 i 1901 a Tartu, en l'oficina de Reinhold Guleke. En 1902, Enwald va tornar per un breu període a Sant Petersburg, on havia dissenyat viles a l'Istme de Carèlia, la construcció dels quals també va supervisar.

### Treball com a professora
Després de tornar a Finlàndia, Enwald va decidir canviar la seua professió i va exercir a Hèlsinki com a mestra de dibuix i treballs manuals. No estava satisfeta amb la seua posició a les oficines, limitada a desenvolupar els plànols de construcció, i no a dissenyar veritablement projectes com a arquitecta. Tampoc es va atrevir a establir la seua pròpia oficina en aquell moment. Després de graduar-se a l'Escola d'Art de Hèlsinki el 1904 Enwald va traslladar a Pori, on va treballar com a professora de dibuix en el Porin Lyseo fins a la seua jubilació. Com a passatemps va dibuixar conegudes viles d'estiueig dissenyades per un artista local. També va pintar quadres que es troben al Museu Enwald a Liperi, situat en una casa patrícia del segle xx. Es va retirar a Lauttakylä, on va viure amb el seu germà Harald, que treballava allí com a metge.